# Manindra Agrawal

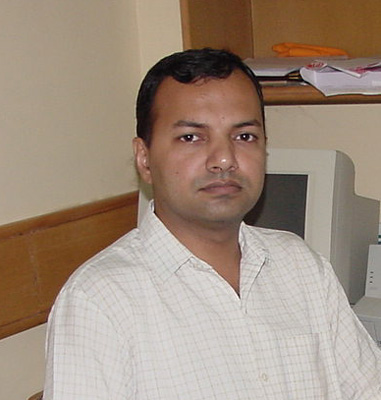
Manindra Agrawal

Manindra Agrawal (* 20. Mai 1966 in Allahabad, Indien) ist ein indischer Mathematiker und Informatiker, der sich mit Kryptographie, Komplexitätstheorie und algorithmischer Zahlentheorie beschäftigt.

## Leben
Agrawal ist seit 2001 Professor für Informatik am Indian Institute of Technology Kanpur, wo er auch Informatik studierte (Bachelor-Abschluss 1986) und 1991 promovierte. 1996 war er dort schon Assistant Professor und 1999 Associate Professor. Er war unter anderem Gastprofessor in Singapur, an der Universität Ulm (als Humboldt Fellow 1995/96) und 2003/04 am Institute for Advanced Study.
2002 erhielt er den Clay Research Award für die Entwicklung eines Algorithmus zum Primzahltest, (AKS-Primzahltest, veröffentlicht im August 2002 gemeinsam mit seinen damaligen Studenten Neeraj Kayal und Nitin Saxena), dessen Zeitkomplexität polynomial mit der Länge der Binärdarstellung der untersuchten Zahl wächst. Mit dem Beweis der Möglichkeit, Primzahlen in polynomialer Zeit von Pseudoprimzahlen zu unterscheiden, bestätigten sie eine Vermutung von Agrawal und Somenath Biswas aus dem Jahr 1999.
2006 erhielt er den Fulkerson-Preis und den Gödel-Preis. 2006 war er Invited Speaker auf dem Internationalen Mathematikerkongress in Madrid (Determinant versus Permanent). 2015 wurde er in die National Academy of Sciences gewählt.